# 阮克定
阮克定（發音：[ŋwiən˦ˀ˥ xak̚˧˦ ʔɗïŋ˧˨ʔ]；1964年1月3日—），男性，太平省武舒县人，越南政治人物。

## 生平
阮克定曾担任越南政府办公厅副主任，越南國會第十四屆法律委員會主任等职务。2019年外放地方，转任越共庆和省委书记。2021年4月，他在越南第十四届国会第十一次会议上与陈青敏、阮德海一同当选为越南国会副主席。并于同月卸任庆和省委书记职务。